# Solid State Ionics
Solid State Ionics (abgekürzt Solid State Ion.) ist eine wissenschaftliche Fachzeitschrift, die seit 1980 mindestens monatlich im Peer-Review-Verfahren bei Elsevier erscheint. Gelegentlich erscheinen auch zwei Ausgaben im Monat. Die Zeitschrift behandelt Themen aus dem Bereich der Festkörperionik. Veröffentlicht werden Beiträge über die Physik und Chemie von Defekten in Festkörpern, über Reaktionen in und auf Festkörpern, z. B. Interkalation, Korrosion, Oxidation, Sintern, über Ionentransportmessung, -mechanismen und -theorie, über Festkörperelektrochemie und über ionisch-elektronisch gemischtleitende Festkörper. Der Impact Factor der Zeitschrift lag 2024 bei 3,3. Chefredakteur ist William C. Chueh von der Stanford University.